# Contea di Lycoming
La contea di Lycoming (in inglese Lycoming County) è una contea dello Stato della Pennsylvania, negli Stati Uniti. La popolazione al censimento del 2000 era di 120 044 abitanti. Il capoluogo di contea è Williamsport.

## Geografia
La contea si trova nella parte settentrionale dello Stato. Si tratta di un’area montuosa situata in gran parte sull’altopiano degli Allegheny. La contea è drenata dal ramo occidentale del fiume Susquehanna e dai torrenti Pine, Little Pine, Lycoming, Loyalsock, Muncy e Little Muncy.

### Contee confinanti
- Contea di Tioga - nord
- Contea di Bradford - nord-est
- Contea di Sullivan - est
- Contea di Columbia - sud-est
- Contea di Montour - sud-est
- Contea di Northumberland - sud
- Contea di Union - sud-ovest
- Contea di Clinton - ovest
- Contea di Potter - nord-ovest

## Storia
La contea di Lycoming fu istituita nel 1795; il suo nome deriva da una parola del popolo Delaware che significa “torrente ghiaioso o sabbioso.”

## Centri abitati

### City
- Williamsport (capoluogo)

### Borough
- Duboistown
- Hughesville
- Jersey Shore
- Montgomery
- Montoursville
- Muncy
- Picture Rocks
- Salladasburg
- South Williamsport

### CDP
- Faxon
- Garden View
- Kenmar
- Oval
- Rauchtown (diviso con altra contea)